# Herrenhaus Reinfeld
Das Herrenhaus Reinfeld liegt im vormaligen Pommern, im alten Kreis Rummelsburg, in Reinfeld, einem alten Lehen der von Puttkamer, welches es bereits im 17. Jahrhundert, nach 1690, erwarben. Henning Brand von Puttkammer (1641–1720) bezahlte 2.800 Gulden für Reinfeld (B). Das Herrenhaus stammt aus dem 18. Jahrhundert und wurde im 19. Jahrhundert mit einem zweigeschossigen Flügel erweitert. Auch ein quadratischer Turm wurde angefügt. Innerhalb des Adelsgeschlecht Puttkammer wechselte es mehrfach die Besitzerlinie. Der spätere Generalmajor Martin Anton von Puttkamer war auch formell Erbe seines Vaters Henning Brand von Puttkammer auf Reinfeld. Mitte des 19. Jahrhunderts war der Landschaftsrat Heinrich von Puttkammer der Eigentümer. Im Jahr 1824 wurde hier Johanna von Puttkamer, die spätere Frau von Otto von Bismarck geboren, die den Besitz auch erbte. Nachfolgend gehörte es dem Sohn des Fürsten, dem Diplomaten Herbert von Bismarck, respektive den Herbert Fürst von Bismarck`sche Erben, seinen Kindern.

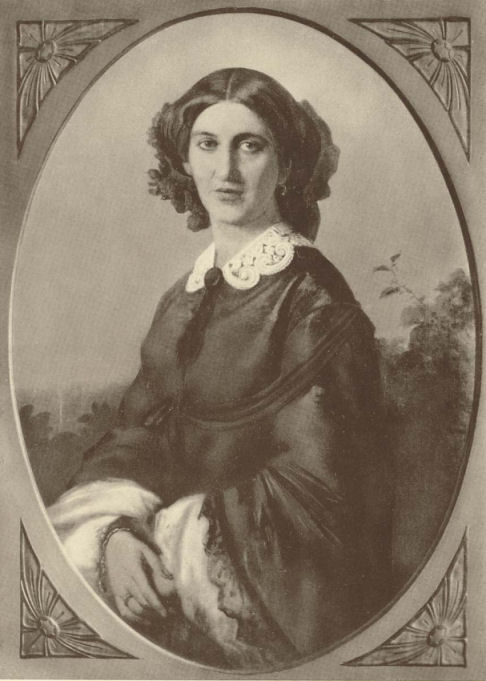
Johanna von Puttkamer (1824–1894), Ehefrau des Otto von Bismarck
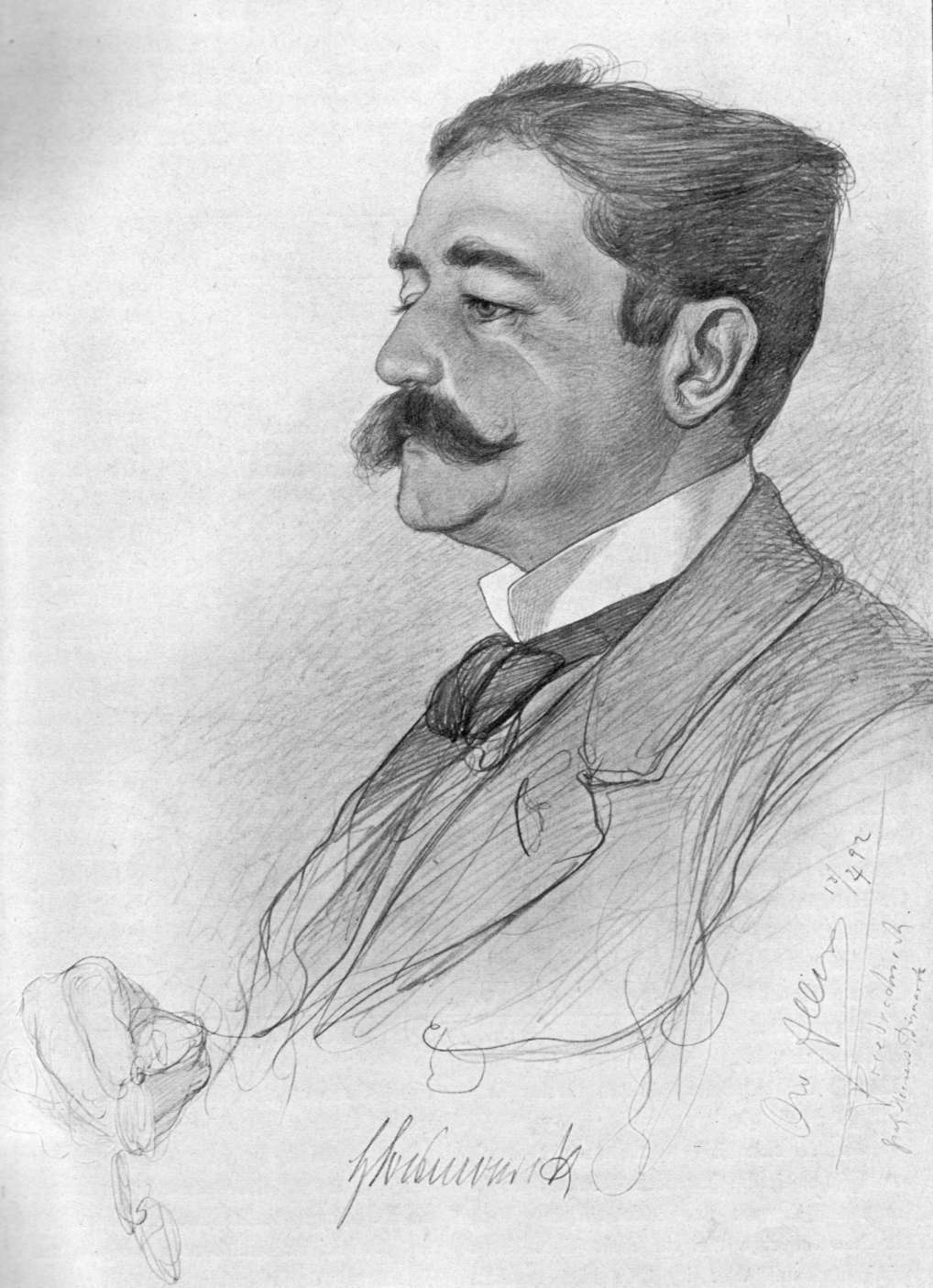
Herbert von Bismarck (1892, von C. W. Allers)
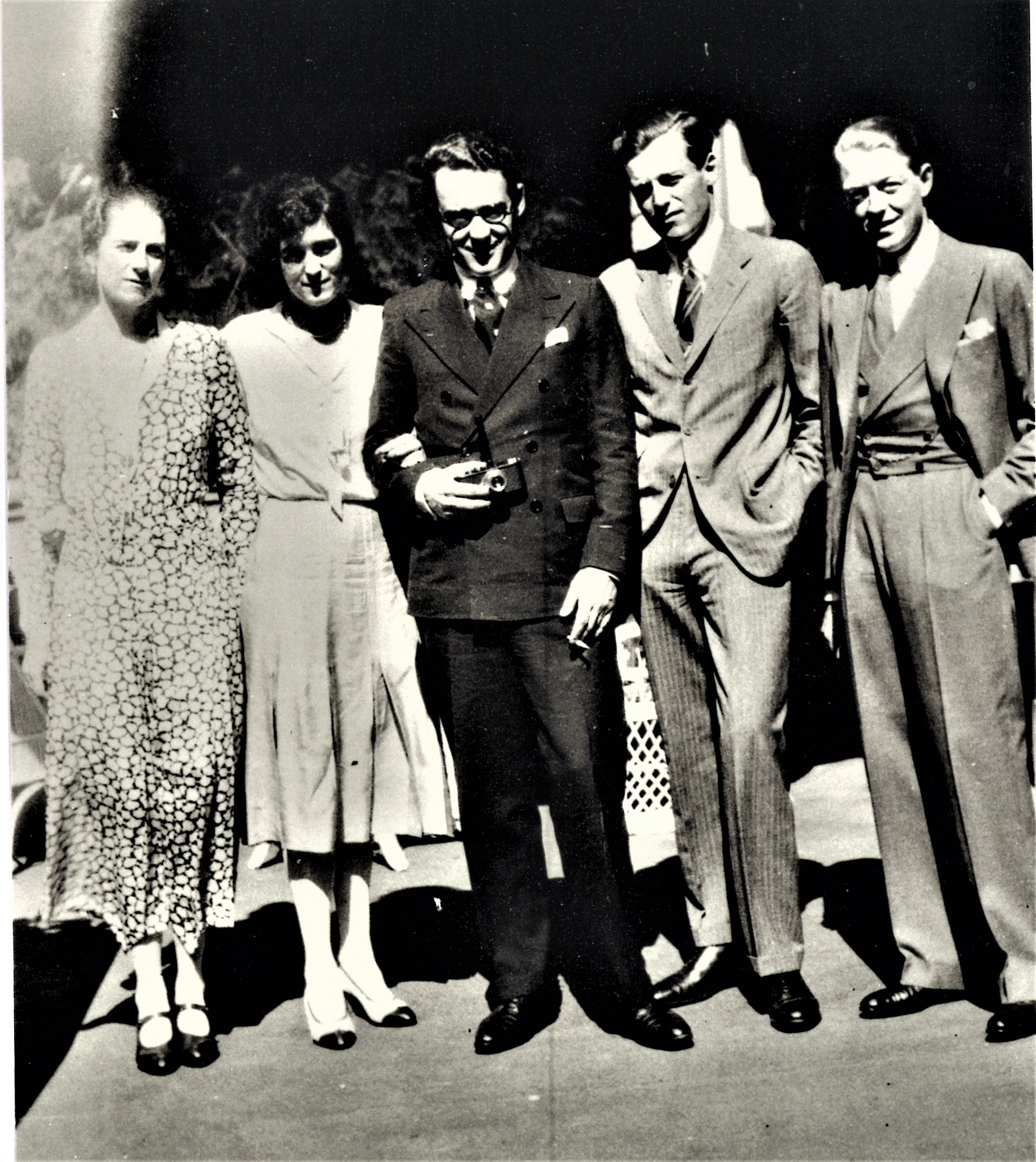
Gottfried Graf von Bismarck-Schönhausen mit seinen Geschwistern Hannah, Goedela, Otto und Albrecht 1941

Das Herrenhaus war der Sitz des Rittergutes Reinfeld B, welches zuletzt Gottfried Graf von Bismarck-Schönhausen gehörte. Er war zeitweilig auch nach 1933 Landrat des Kreises Rügen. 1939 besaß der Besitz einen Umfang von 1137 ha, davon waren 880 ha Forsten. Als Verwalter agierte Kurt Löffler. Die Familie von Bismarck-Reinfeld wohnte im Wechsel in Potsdam und in Reinfeld. Graf Bismarck, mittlerweile Erbhofbauer, wurde nach dem 20. Juli 1944 inhaftiert. Inwieweit danach eine umfängliche Konfiskation auch seines landwirtschaftlichen Besitzes erfolgte, ist wissenschaftlich nicht belegt, in der Handlung des NS-Regimes aber möglich. 
Nach 1945 war das Anwesen Sitz einer polnischen staatlichen Farm, wurde aber zusehends vernachlässigt. Czesław Lang erwarb das Herrenhaus und ließ es restaurieren.